# ダッジ・バイパー

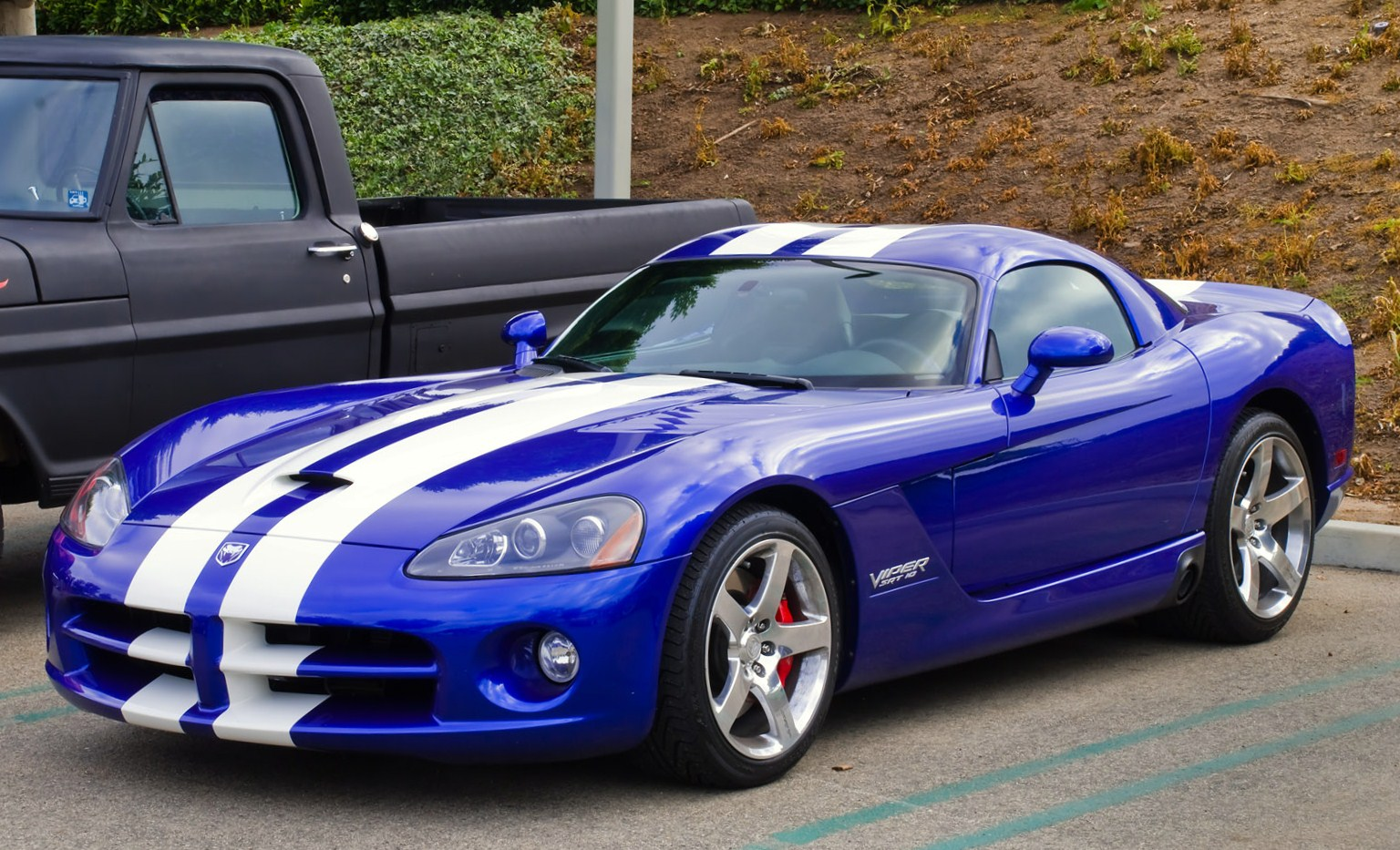
2代目 (SRT-10)

バイパー （英: Viper）は、クライスラーの一部門であるダッジおよびSRTがかつて販売していたアメリカンスポーツカー。ニュルブルクリンク7分1秒30を記録した量産市販車であった。

## 概要

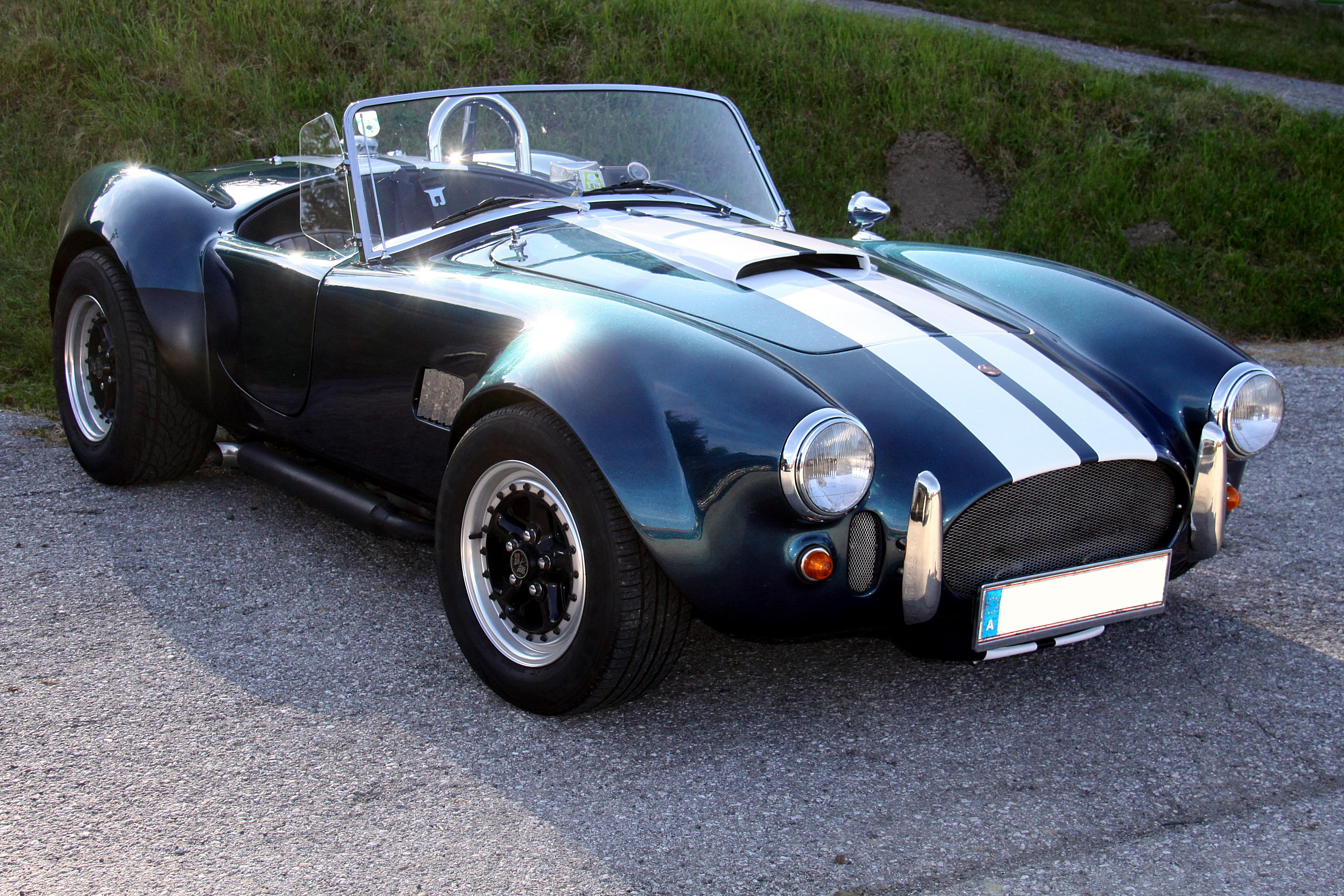
バイパーの開発に影響を与えたシェルビー・コブラ

バイパーはクライスラーから請われてフォード・モーターより移籍してきたボブ・ラッツ主導のもと、当時北米のマッスルカー市場で大きなシェアを得ていたゼネラルモーターズのシボレー・コルベットに対抗できるスーパースポーツとして企画された。
開発コンセプトは1960年代後半に登場したスポーツカー、シェルビー・コブラを意識したものといわれており、開発スタッフにはコブラを造ったキャロル・シェルビーも関わっていた。車名もコブラ（コブラ科）・バイパー（クサリヘビ科）ともに毒蛇の意味である。
1989年に北米国際オートショーにてコンセプトカーが発表され、1991年に1992年モデルイヤーとして市販モデルが登場した。当初は3年間だけ少量限定生産する計画であったが、発売後大きな反響とともに想定以上の売り上げとなったため、予定を変更して継続販売されることとなった。
バイパーはアメリカ車ならではのOHVエンジンを搭載するが、その形態はよく見られるV型8気筒ではなくV型10気筒で、排気量は8 Lと市販車の中では最大級である。ベースとなったエンジンは元々ピックアップトラックのダッジ・ラムに搭載されていたもので、当時クライスラーの子会社だったランボルギーニの手によってブロックをアルミニウム化し、出力を重視してチューニングされたものである。また、ランボルギーニは足回りも手がけており、大排気量エンジンのハイパワーに対応すべくブレンボ製のブレーキを選定している。
1997年にはバイパーの弟分としてV型6気筒エンジンを搭載したカッパーヘッドが発表されたが、コンセプトカーとしての出展に留まり量産には至らなかった。

## コンセプトカー
ダッジ・バイパーは1989年クライスラーが発表したVM-01コンセプトカーが進化したものである。当時はV型10気筒ではなく、5.9リットルV型8気筒が搭載されていた。その後1990年4月、クライスラーは8リットルV型10気筒エンジンを搭載したコンセプトカー、VM-02を発表した。出力は300 hp (304 PS; 224 kW)、トルクは450 lb⋅ft (62 kgf⋅m; 610 N⋅m)を発揮していた。

## 初代 （1991 – 2002年）
コンセプトカーの発表を経て1991年12月に販売開始。当初は8リットルV型10気筒、400 hp (406 PS; 298 kW)のオープンモデルであるRT/10のみがラインナップされたが、1995年に450 hp (456 PS; 336 kW)のクーペモデルであるGTSが追加された。
日本では1997年に「クライスラー・バイパー」（ただし、フロントのエンブレムはオリジナルの物を使用）として正規輸入が行われた。当初はRT/10のみが導入されたが、1999年からはGTSも追加された。販売価格は1000万円を超えていた。なお、歴代バイパーのうち日本に正規輸入されたのは初代のみで、2代目以降は正規輸入されていない。

## 2代目 （2002 – 2010年）
2002年にバイパーは2003年モデルイヤーとしてモデルチェンジが行われ、バイパーSRT/10というサブネームが付与された。V型10気筒エンジンは8.3リットルまで排気量がアップされ、パワーも510 hp (517 PS; 380 kW)にまで高められている。こちらも当初はオープンモデルのみの設定であったが、2006年にクーペが追加された。デザインは当時クライスラーに在籍していた日本人の鹿戸治が手掛けている。
2008年モデルでは、エンジンをマクラーレン・パフォーマンス・テクノロジーおよびリカルド社の協力を得て、ボアを1 mm ほど拡大。これにより排気量を8.3リットルから8.4リットルへ拡大し、出力も600 hp (608 PS; 447 kW)へと高められた。無論この90 hpもの向上は単なる排気量の拡大だけではなく、インテークマニホールドのポート形状をよりスムーズな形にモディファイしたり、より吸気効率の良いエアフィルタに変更するなど、細かい部分にも改良が施された結果である。
さらに、細かな部分ではオイルポンプをよりハイボリュームのものに変更したり、圧着力の高いクラッチの操作力を18 %ほど軽減し、少ない踏力で扱えるように改善するなど、パフォーマンスの向上に合わせて全体的な見直しが図られている。また、搭載エンジンの改良に伴い、エクステリアも若干の変更が行われた。
エンジンフード上にエアアウトレットが追加された他、外装色のバリエーションも増加した。この結果、2008年モデルは、ベノムレッド、スネークスキン・グリーン、バイパー・バイオレット、バイパー・オレンジ、ブライト・ブルーの5色をベースに、オプションでホワイト、ブラック、シルバー、グラファイト、ブルー、レッドの6カラーのレーシングストライプを組み合わせることが可能になっている。
2007年にダッジブランドが日本に導入される際にバイパーの再投入が検討されたものの、マフラーレイアウトが当時の保安基準に適合していないために見送りとなった。このため、日本に輸入されたものは全て並行輸入車である。
2010年2月10日にダッジより最終モデルとなる特別仕様車の生産告知が行われ、同日に予約が開始された。
なお、2代目モデルの生産終了をもってバイパーはモデル廃止となり、後継車種にはスタンスが引き継がれないものとされていたが、クライスラーグループ・ダッジブランドのラルフ・ギレスCEOは「バイパーの後継車は計画通り開発が進んでおり、2012年夏には発表できるだろう」と明言、V型10気筒エンジンを踏襲するモデルの登場を予告した。

### ACR
2008年モデルからはバイパーSRT-10 ACRというレーシーな仕様がオプションで選べるようになった。
ACRとは “American Club Racer” の略で、クライスラーのスポーツモデルに冠されるチューニングカーブランドである。従来のACRではベースモデルに対してパワー向上などのチューンが奢られるのが常であったが、元々バイパーSRT10は600 hpもの大出力を誇っていたため、動力性能的なアップデートはほとんど行われなかった。
ACR専用パーツとして設定されたのは、エアロダイナミクスの向上を目的とした外装パーツ（フロントディフューザー・カナード、GTウイング）、ノーマルよりもハードなレーシングサスペンション（KWのサスペンションを採用）、そして軽量化ホイールとなっている。
さらに追加オプションである「ハードコアパッケージ (HCP)」は、完全なサーキットユース向けとして設定され、走行に影響を与えないパーツ（オーディオシステム、トランクカーペット、リアキャビンサウンドインシュレーション、タイヤ補修キット、フードインシュレーター、スチールバッテリーカバー）を取り除き、純正比マイナス18 kgもの軽量化を果たした。

## 3代目 （2012 – 2017年）
2012年4月のニューヨークモーターショーにて、ブランドをダッジからクライスラーのハイパフォーマンスカー開発部門である “SRT (Street and Racing Technology)” に移し、「SRT・バイパー」と上級モデル「SRT・バイパー GTS」として正式発表された。先代まで存在したオープンモデルは廃止され、全車クーペのみの設定となる。
メカニズムやコンセプトは従来型のそれを受け継いでおり、搭載されるV型10気筒エンジンの排気量は8.4リットルと先代から変更はないが、ピストン、インテークマニホールド、エギゾーストパイプなどに改良を施し、最高出力は640 hp (649 PS; 477 kW)まで向上、最大トルクは83 kgf⋅m (814 N⋅m)で、自然吸気エンジンとして世界最大であると発表された。
シャシのねじり剛性を50 %向上させながら、ルーフ、ボンネット、リアゲートには炭素繊維を、ドアにはアルミニウムを使用。これにより先代より45 kg軽量化された。
トランスミッションには従来同様6速MTを採用、電子制御システムはマルチステージ・スタビリティコントロール、トラクションコントロールシステム、4チャンネルABSが搭載される。
上級モデルのGTSはベースモデルよりさらに軽量な1,476 kgに、加えてショックアブソーバーを組み込んだアクティブサスペンションが標準搭載される。
2014年にSRTブランドが廃止されダッジに再統合されたため、わずか2年で再び「ダッジ・バイパー」の名が復活することとなった。
2017年8月、大型スポイラーやサイドカーテンエアバッグが装備できない事等の理由から、米国連邦自動車安全基準 FMVSS 226（車外放出低減）をクリアすることができず、生産を終了。これをもってバイパーはモデル廃止となり、3代26年の歴史に幕を下ろした。後継車はなし。

### バイパー ACR
2015年発表。先代に引き続き設定され、公道走行に必要な法規を満たしつつ、サーキット走行に重点を置いたモデル。

## ニュルブルクリンクにおける記録更新
2008年8月18日、ドイツのニュルブルクリンク北コースにおける走行テストにおいて、オランダ人レーシングドライバートム・コロネルが運転するバイパーSRT-10 ACRが7分22秒1というタイムをマークし、ニュルブルクリンクにおける市販車最速の座を手にした。
当日、一部セミウェットの箇所はあったもののほぼドライコンディション。最初の2周は7分42秒と7分35秒で周回し、3回目のスティントは7分24秒台。4回目のアタックでベストタイムとなる7分22秒を記録し、シボレー・コルベットC6 ZR-1が6月に記録した7分26秒4、日産・GT-Rが4月に達成した7分29秒3を大幅に短縮した。
コンピュータによるシミュレーションでは、ACRは7分10秒台で周回できることが検証できていた。その後、2009年8月13日にグンペルト・アポロに記録を塗り替えられるまで、市販車の最速記録を保持し続けていた。
2010年モデルのバイパーSRT-10 ACRは、過去の記録を10秒近く更新する7分12秒13を記録した。
2012年2月には、レース専用車のバイパー ACR-Xが7分3秒058を記録した。
2017年9月には、バイパーACRが7分1秒30と記録を更新した。

## チューニングカー

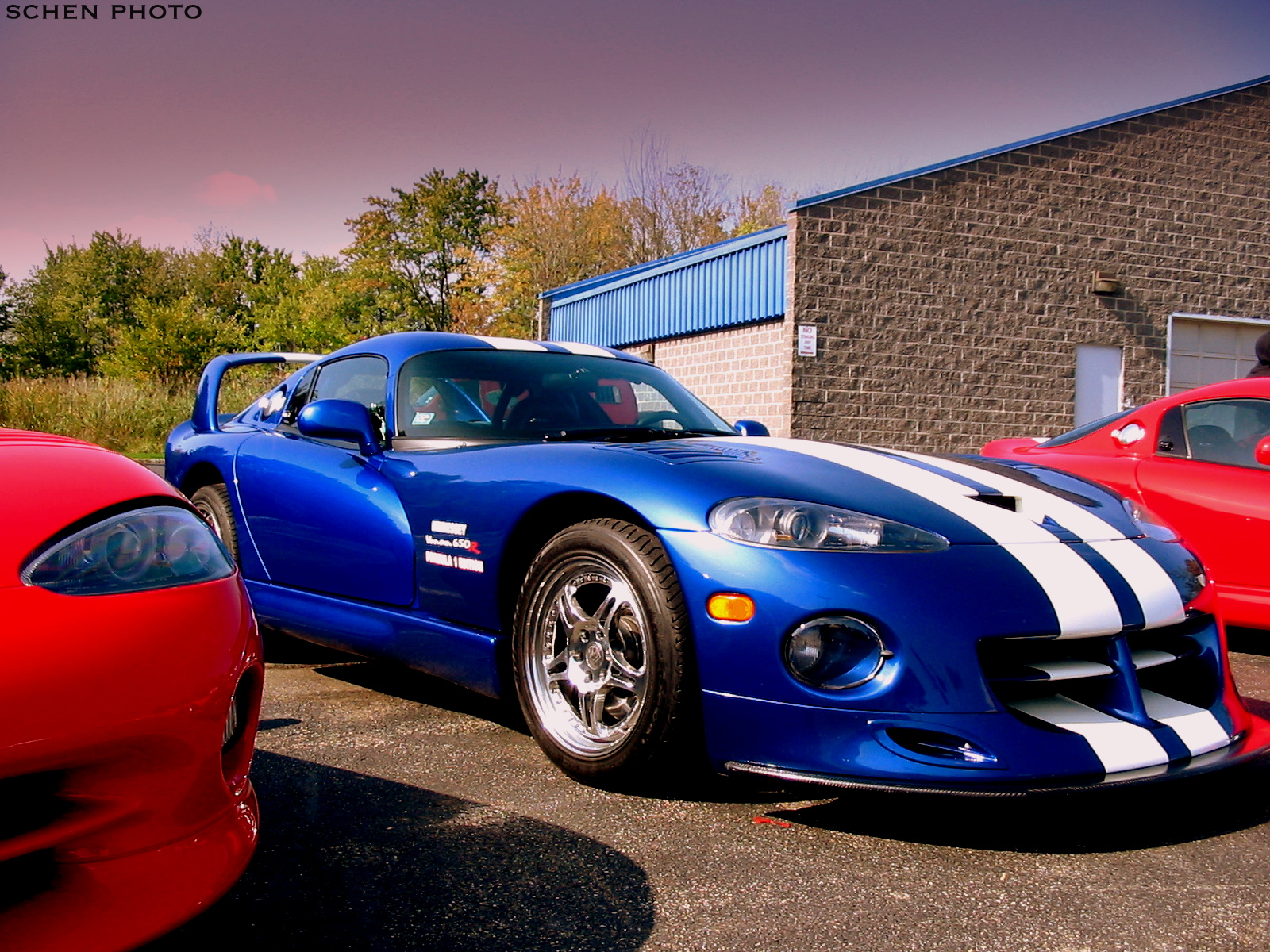
ヴェノム650R

初代より、バイパーはそのパフォーマンスの高さを生かしたチューニングベース車両としてサードパーティーにも人気が高い。著名なものとしてVenomシリーズと呼ばれる、アメリカのバイパーチューナーであるヘネシーパフォーマンス (Hennessey) が製作したコンプリートカーがある。排気量を0.5リットル拡大させたバイパーヴェノム600、ヴェノム600Rというモデルに加え、排気量はGTSそのままに、ツインターボで馬力、トルクをアップさせたヴェノム800TTという初代バイパー最強モデルが存在する。

## レース活動

### バイパー GTS-R

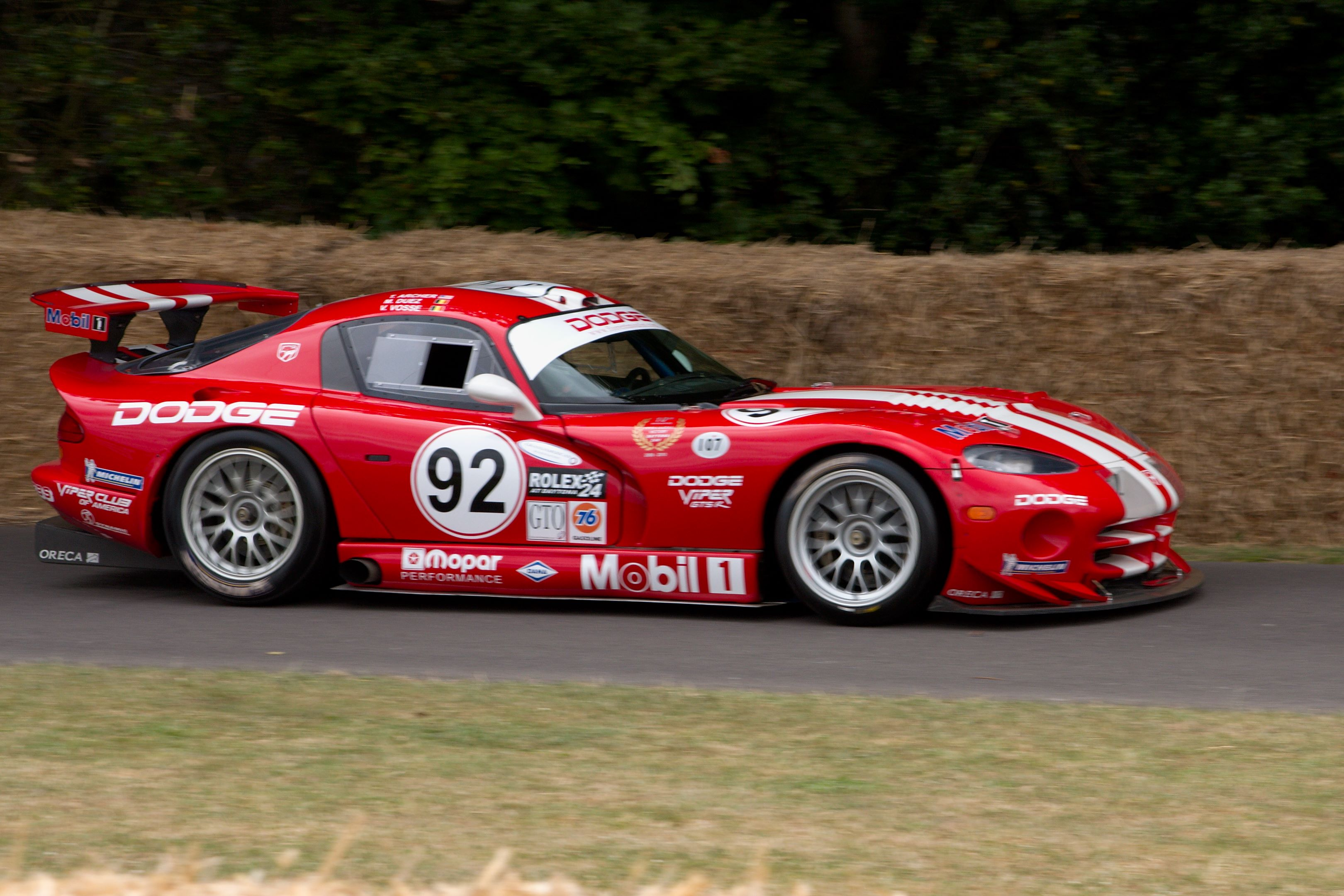
ダッジ・バイパー・GTS-R

市販モデルの意匠を受け継いだ「バイパーGTS-R」という名を与えられたレーシングカーで、ル・マン24時間レースやFIA GT選手権に出場。クライスラーのテコ入れと、1996年よりフランスのレーシングチーム、オレカでの運営が始まると97 - 99年のFIAGT選手権のGT2（99年はGT）クラスでのタイトル獲得。1998 - 2000年のルマン24時間でもLMGTS（98年はLMGT2）でクラス優勝し、ポルシェ等の強豪を抑えた活躍を見せ、2000年にデイトナ24時間レースで総合優勝、セブリング12時間レースでクラス優勝をするなど多くの成功を収めている。
また、1997年から全日本GT選手権にもチーム・タイサンの手によって出場していた。

### SRT・バイパー GTS-R

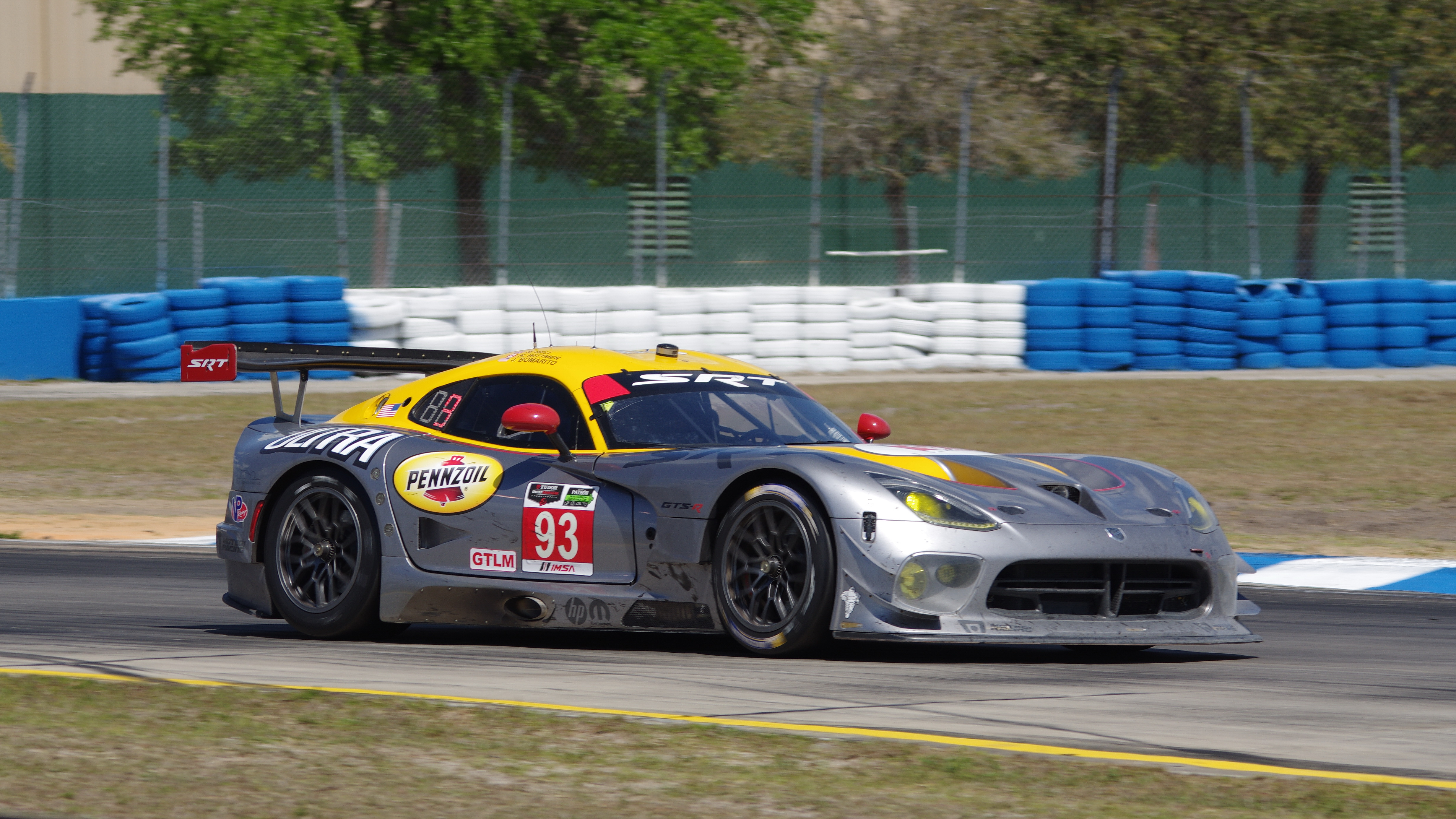
SRT・バイパー GTS-R

SRT・バイパー GTSをベースに開発されたLM-GTEマシンで、2012年アメリカン・ル・マン・シリーズに2台体制で参戦、第6戦のミッドオハイオ戦でデビューした。2013年には、ル・マン24時間レースに参戦した。
2014年、ユナイテッドスポーツカー選手権の開幕戦、デイトナ24時間レースでクラス3位と6位を獲得。その後GTLMクラスのドライバー、チームのダブルタイトルを獲得した。2014年シーズン限りで、クライスラーはファクトリープログラムを中止した。

### SRT・バイパー GT3-R

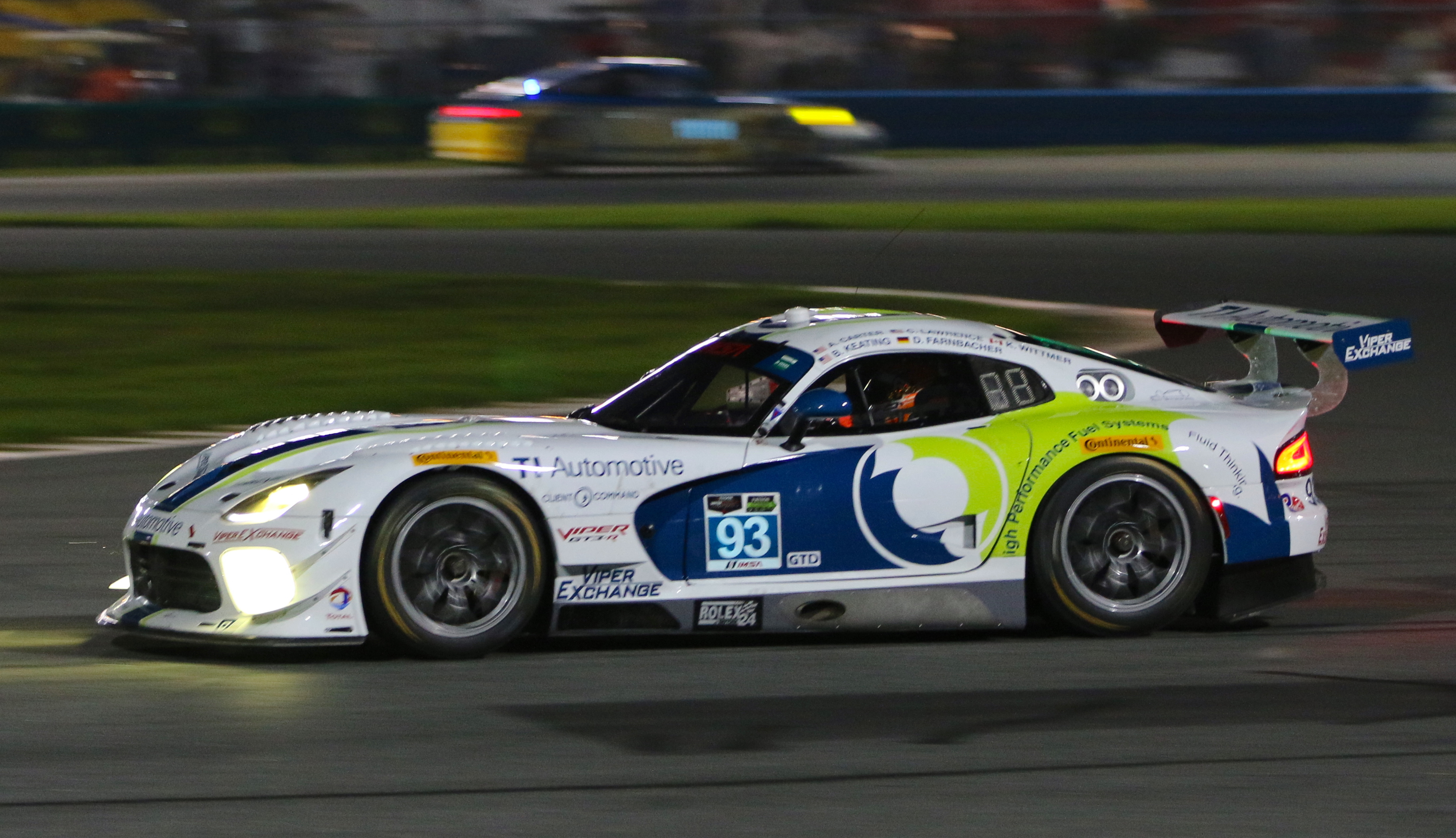
2015年デイトナ24時間、ダッジ・バイパー GT3-R

バイパー GT3-Rは、2013年後半に推定459,000ドルの価格でレースチームに提供された。この車は、LM-GTEマシンと多くの技術を共有しているが、グループGT3規定に基づいて製造されている。
GT3マシンは、SRTモータースポーツとライリー・テクノロジーズで共同で開発され、市販車と同じ8.4 L,V10エンジンを搭載し、680hp (507kw、689PS) を発生する。しかしGT3で採用される、バランスオブパフォーマンス (BoP) により、実際の出力は600hp (447kW、608PS) 近くになる。車重は1,295kg (2855lbs)で、GT3マシン車重の制限である1,300kgの範囲内。
GT3-R仕様のバイパーの初勝利は2014年7月13日、ユナイテッド・スポーツカー選手権の、モスポートで開催されたレースだった。
2015年、デイトナ24時間レースで、GTDクラス優勝を果たした。